# Aemilia (eparchia)

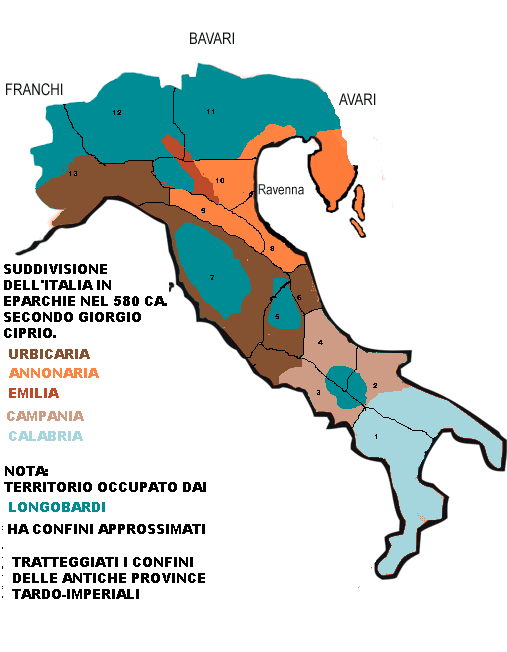
L'Italia nel 580, suddivisa in eparchie, secondo Giorgio Ciprio. Cartina basata sulla ricostruzione di PM Conti, non esente da critiche. In marrone chiaro, l'eparchia Aemilia.

L'eparchia Aemilia fu un antico territorio bizantino in Italia, oggi compreso in Emilia-Romagna.

## Istituzione
La Descriptio orbis romani di Giorgio Ciprio, opera geografica redatta all'inizio del VII secolo, suddivideva in cinque province o eparchie l'Italia bizantina:
- Urbicaria, comprendente i possedimenti bizantini in Liguria, Toscana, Sabina, Piceno, e Lazio (tra cui Roma);
- Annonaria, comprendente i possedimenti bizantini nella Venezia e Istria, in Aemilia, nell'Appennino settentrionale e nella Flaminia;
- Aemilia, comprendente i possedimenti bizantini nella parte centrale dell'Aemilia, a cui si aggiungono l'estremità sud-occidentale della Venezia (Cremona e zone limitrofe) e l'estremità sud-orientale della Liguria (con Lodi Vecchio);
- Campania, comprendente i possedimenti in Campania, nel Sannio e nel Nord dell'Apulia;
- Calabria, comprendente i possedimenti bizantini in Lucania e nel resto dell'Apulia.

Alcuni studiosi, ritenendo attendibile la Descriptio orbis romani di Giorgio Ciprio, hanno supposto che la suddivisione dell'Italia in cinque eparchie sarebbe stata il frutto di una presunta riforma amministrativa dell'Italia attuata intorno al 580 dall'Imperatore Tiberio II. Tale riforma, a parere dello studioso Bernard Bavant, sarebbe stata attuata al fine di riorganizzare l'amministrazione e le difese dei residui territori bizantini nella speranza di renderli in grado di resistere agli assalti dei Longobardi, avendo ormai rinunciato a ogni velleità di scacciarli dalla penisola dopo il fallimento dei precedenti tentativi; tale riorganizzazione avrebbe anticipato la creazione dell'Esarcato d'Italia, che fu poi realizzata alcuni anni dopo. La nuova eparchia ebbe breve vita. Infatti qualche anno dopo fu abolita con l'istituzione dell'Esarcato. Gli storici moderni ritengono che ciò sia avvenuto all'inizio del regno di Maurizio I (582-602), e comunque non oltre il 584.
Altri studiosi (come Cosentino) hanno invece messo in dubbio l'esistenza di questa presunta riforma amministrativa, considerando inattendibile la sezione relativa all'Italia dell'opera di Giorgio Ciprio sulla base del fatto che quest'ultimo, essendo molto probabilmente armeno, era verosimilmente poco informato sull'Italia e potrebbe aver tratto o dedotto la suddivisione dell'Italia in cinque eparchie da fonti disorganiche non direttamente riconducibili alla cancelleria imperiale; d'altronde, la presunta suddivisione dell'Italia in cinque eparchie, a dire del Cosentino, risulterebbe contraddire testimonianze coeve italiche, come l'epistolario di papa Gregorio I e le epigrafi.

## Confini
L'eparchia comprendeva i residui possedimenti bizantini nella parte centrale dell'Aemilia, a cui si aggiungono l'estremità sud-occidentale della Venezia (Cremona e zone limitrofe) e l'estremità sud-orientale della Liguria (con Lodi Vecchio). Confinava a nord e a ovest con il Regno longobardo, a sud e ad est con l'eparchìa Annonaria, provincia bizantina.
Giorgio Ciprio cita alcune città come appartenenti a questa eparchia, tra cui:
- Cremona
- Lodi Vecchio